# Symposium (wetenschap)

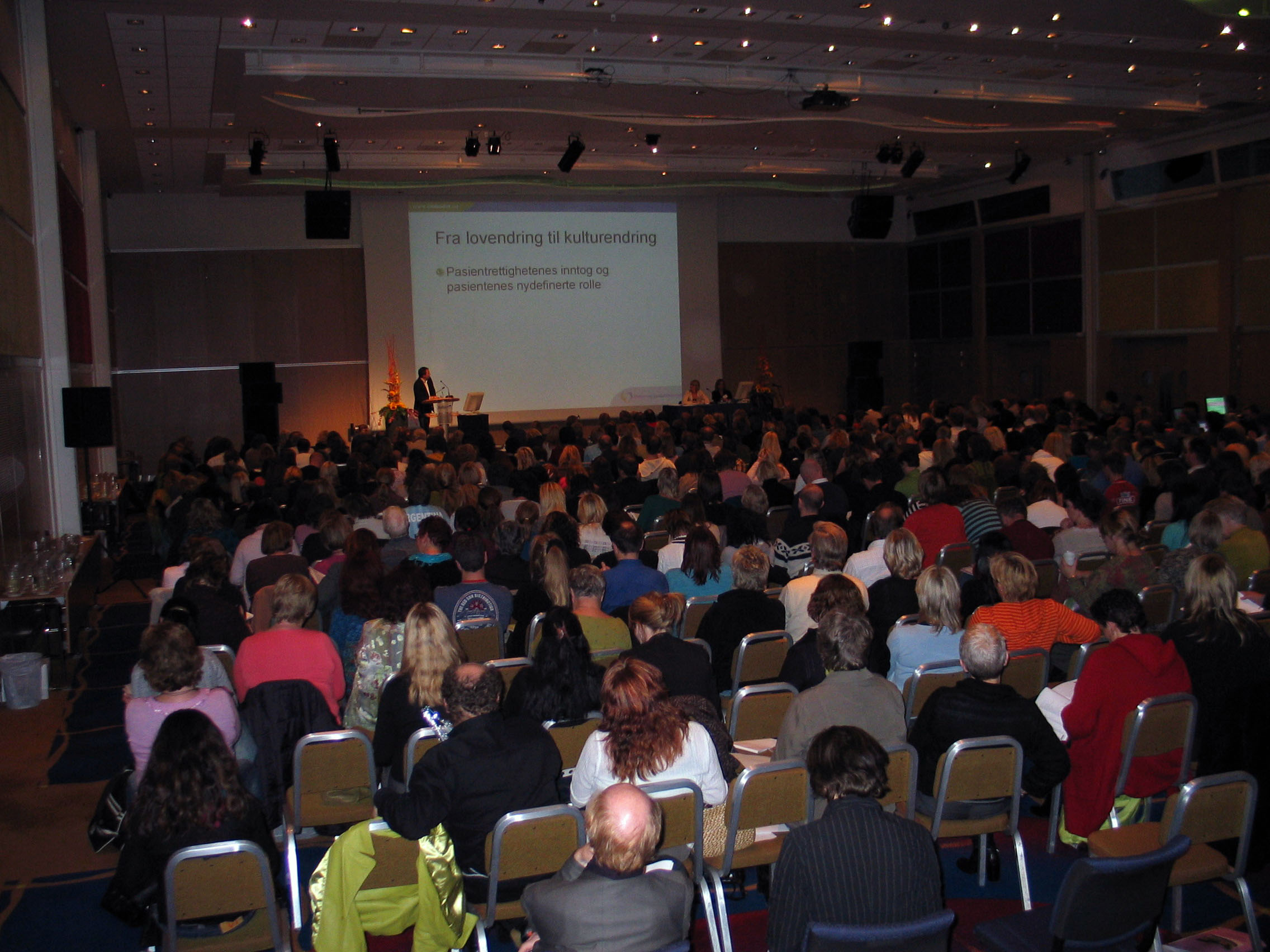
Een Noorse conferentie over het gebruik van medicijnen bij de revalidatie van patiënten, Oslo 2006.

Een symposium (meervoud: symposia), ook wel een wetenschappelijk congres of wetenschappelijke conferentie genoemd, is in de wetenschap een bijeenkomst van wetenschappelijk onderzoekers voor de presentatie van hun werk en uitwisseling van ideeën. Verwant aan het symposium zijn het colloquium, de discussiebijeenkomst, de meeting en het wetenschappelijk seminar of seminarie. Symposia en wetenschappelijke tijdschriften vullen elkaar aan als communicatiemiddelen in de wetenschap. 

## Algemeen
In het algemeen houden verschillende onderzoekers afzonderlijk een korte lezing over hun werk, van 10 tot 30 minuten inclusief discussie met het publiek. Het besproken werk kan al gepubliceerd zijn in een wetenschappelijk artikel of is dat nog niet. Na afloop kunnen de lezingen gebundeld worden tot een gezamenlijke uitgave, conference proceedings genaamd. Grote symposia groeperen de presentaties in parallelle sessies of sporen, tracks. 
Meestal geven toonaangevende figuren op een bepaald vakgebied een langere presentatie of college, een keynote of review. Verder zijn er vaak paneldiscussies, rondetafelgesprekken en workshops. Tijdens postersessies tonen onderzoekers hun werk op een opgehangen poster (affiche). Dat kan in een zaal of in de wandelgangen. De auteurs staan tijdens de postersessie bij hun poster om passerende collega's hun onderzoek toe te lichten.

## Soorten
- een jaarlijks symposium
- een jubileumsymposium, georganiseerd om een bepaald jubileum te decoreren.
- een themasymposium, vaak kleinschalig.

Een symposium kan verder lokaal, regionaal, nationaal of internationaal georiënteerd zijn.

## Organisatie
Symposia kunnen worden georganiseerd door een groep wetenschappers met een gemeenschappelijke interesse, door een onderzoeksinstituut of door een wetenschappelijk genootschap. De organisatie van grotere conferenties wordt soms ook uitbesteed aan professionele bureaus.
Deze bijeenkomsten worden meestal aangekondigd samen met een zogenaamde "call for papers". De organisatie roept onderzoekers op om een samenvatting op te sturen van het werk dat ze op het symposium in een lezing willen presenteren. De organisatie keurt die inzendingen dan goed of af voor presentatie als lezing. Bij afkeuring als lezing mag het als poster.